# Каласчи (Месина)
Каласчи је насеље у Италији у округу Месина, региону Сицилија.
Према процени из 2011. у насељу је живело 34 становника. Насеље се налази на надморској висини од 84 м.